# Tipula (Lunatipula) armata awanichi
Tipula (Lunatipula) armata awanichi is een ondersoort van de tweevleugelige Tipula (Lunatipula) armata uit de familie langpootmuggen (Tipulidae). De ondersoort komt voor in het Nearctisch gebied.